# Demonax perakensis
Demonax perakensis är en skalbaggsart som beskrevs av Dauber 2006. Demonax perakensis ingår i släktet Demonax och familjen långhorningar. Inga underarter finns listade i Catalogue of Life.